# 放映権 (バスケットボール)
バスケットボールの放映権について。

## 国内バスケットボール

### B.LEAGUE
B1・B2全試合（オールスターやチャンピオンシップ/プレーオフを含む）をバスケットLIVEにて2018/19シーズンより独占ライブ配信。さらに2024/25シーズンからはB3リーグ全試合もバスケットLIVEで独占ライブ配信を実施。またNHK（総合/BS）も開幕初年度の2016/17シーズンから B1・B2（いずれもオールスターやチャンピオンシップ/プレーオフを含む）の注目試合をローカルを含め放映権契約を結んでいる。
Amazon Prime Videoでも「バスケットLIVEチャンネル」を2019/20シーズンより開始。J SPORTSでは2016/17シーズンから、Huluでも2020/21シーズンより毎節B1の注目試合（チャンピオンシップとオールスターを含む）を生中継/ライブ配信。さらにU-NEXTでもB1全試合を2024/25シーズンからライブ配信を実施しているほか、DAZNでも2025/26シーズンより3シーズンの間、B1・B2全試合を2024/25シーズンのB.LEAGUE FINALSを皮切りにライブ配信。
過去には開幕初年度の2016/17シーズンから2017/18シーズンまでスポナビライブにてB1・B2全試合をライブ配信、またフジテレビジョンおよびFNS系列（地上波）・NHK BS1では2016-17シーズンの開幕戦を同時生中継。
スカパー! (東経110度BS・CSデジタル放送)の日テレジータスでも毎節5試合程度、GAORA・スカイA・FOX スポーツ＆エンターテイメントも2021/22シーズンまで毎節1試合以上の割合で中継していた。

### bjリーグ
CS放送局のGAORA及びBSフジとメディアパートナーを締結しており、レギュラーシーズンをGAORAで数試合、BSフジではオールスター及びファイナルを中心に中継を行っている。球団によっては地元の地上波やCATVで中継される場合もある。
日本プロバスケットボールリーグ#放送も参照。

### JBL
旧JBL時代よりCS放送局のスカイ・A sports+にて放送を行っている。また、チームによっては地元放送局で中継を行う場合もある。新JBL最初のシーズンは新たにTBSにも放映権が与えられ、BS-i及びTBSチャンネルで生中継中心に放送していた。
旧JBLではNHKでも中継を行っていた。また、1990年代にはテレビ東京でファイナル（JBLキリンチャンピオンシップ）を中継していた時期もあった。オールスターはスカイスポーツで放送した時期もあり。日本協会管轄時代はテレビ朝日で中継を行っていた。

### Wリーグ
2019/20シーズン現在はバスケットLIVEにてオータムカップやプレーオフ全試合・オールスターを含め全試合独占ライブ配信を実施している。開始当初の2018/19シーズンは毎節注目1試合、プレーオフ全試合・オールスターを配信。またNHK BS（旧BS1）では注目カード数試合とプレーオフファイナル、セミファイナルを生中継しているほか、2015/16シーズンから再開したオールスターは、新型コロナ禍で中止となった2020/21シーズンを除きBS-TBSでも生中継。
過去には注目カードをスカイ・A sports+での録画放送や、プレーオフ・セミファイナルの全試合をbjtvで放送していたほか、各ケーブルテレビ局やNHK総合でもローカルで放送された。
2017/18シーズンから2020/21シーズンまでは独自の動画配信サービス、W-TVで全試合ライブ配信。翌2021/22シーズンはSPOZONE（現：SPOTV NOW）にてライブ配信を実施していた。

### その他
- 天皇杯・皇后杯全日本バスケットボール選手権大会は、バスケットLIVEとNHK（総合・BS）が放映権を持っている。
- 全国高等学校バスケットボール選抜優勝大会は、J SPORTSが放映権を保持している。かつてはテレビ朝日やテレビ東京で中継を行っていた時期もあった。

## 国際大会（日本国内）

### FIBAバスケットボール・ワールドカップ（旧バスケットボール世界選手権）
- 1998年バスケットボール世界選手権はWOWOWで中継。
- 2006年バスケットボール世界選手権はスカイパーフェクTV!が優先放映権を持ち、日本戦・決勝戦はTBSでも中継した。
- 2007年から2011年までの国際バスケットボール連盟主催大会はJ SPORTSが放映権を保持。
  - 2007年以降の日本代表が絡む大会はBSフジでも中継。
- ユーロリーグはJ SPORTSで中継。
- 2019年FIBAバスケットボール・ワールドカップからはDAZNで全試合を独占ライブ配信。また2019年大会の日本代表戦はBSフジでも生中継を実施。
- 2023年FIBAバスケットボール・ワールドカップは前回に続きDAZNで全試合を独占ライブ配信。日本代表戦は日本テレビ・テレビ朝日系列、TVer・バスケットLIVEでも生中継/ライブ配信。決勝戦はBS朝日で生中継。なお本大会の開催都市である沖縄地域では日テレ系列局が存在しないため、日テレ放映分の試合をNHK総合（沖縄地域）が中継した。

## NBA
NBA#テレビ放映権を参照。